# 戴夫·鍾斯
大衛·"戴夫"·羅拔·鍾斯（英語：David "Dave" Robert Jones，於香港效力精工時稱為鍾士，1956年8月17日—）出生於英格蘭兰开夏郡的利物浦，是一名前足球運動員，退役後擔任領隊，曾執教修咸頓、狼隊、卡迪夫城及錫周三等球會。

## 生平

### 球員
戴夫·鍾斯初出道時首先被利物浦看中，並獲邀請試訓，但他卻選擇加盟家鄉利物浦另一支球隊愛華頓，於1975年年僅19歲即簽署首份職業合約，司職後衛，在愛華頓效力4年，為一隊上陣79場，期間更曾代表英格蘭U21上陣1次。
1979年戴夫·鍾斯以27萬5,000英鎊轉投高雲地利，於8月18日首次披甲出戰史篤城，經歷兩年後在代表預備隊出戰打比郡時膝蓋受傷而幾乎提早收山，期間只曾上陣11場。
1980年夏季香港當時班霸精工到高雲地利進行季前集訓，為期一週，膝傷初癒的戴夫·鍾斯亦有在練習賽上陣對精工，其後精工在上半季由高雲地利借用威頓（Steve Whitton）及希活（Clive Haywood）兩名年青球員；而戴夫·鍾斯於1981年才獲借用到精工直到球季結束，於4月2日抵港，4月4日即以後補身份在聯賽出戰警察，因舟車勞頓而表現平平。4月11日精工出征漢城與教會隊（안산 할렐루야）進行友誼賽，以1-3見負，戴夫·鍾斯下半場上前助攻射入打破光蛋。4月17日回師香港迎戰東昇，開賽僅4分鐘，戴夫·鍾斯接應胡國雄開出角球頂入先拔頭籌，協助球隊大勝4-0。6月13日聯賽作客港會場對港會，上半場28分鐘胡國雄開出角球，比路從遠柱頂回中路，戴夫·鍾斯加一頭破網先開紀錄，結果4-0取得大勝而回。6月16日精工最後一場聯賽以1-0擊敗加山，以3分超前少賽一場的南華，連續三年奪得聯賽冠軍，亦是戴夫·鍾斯球員生涯首項重要錦標；6月21日香港足總盃決賽出戰海蜂，精工以2-0獲勝捧盃。季後戴夫·鍾斯婉拒精工班主黃創山續約請求，與隊友希瑾（Jim Hagan）聯袂返回英格蘭。
1982年夏季戴夫·鍾斯約滿高雲地利，雖然國內的牛津聯對他有興趣，而由前高雲地利教練朗·韋利（Ron Wylie）執教的寶路華亦有意邀請加盟，但因精工提出較優勝的條件而取得他首肯重臨香港，簽約兩年。季前在馬來西亞檳城集訓，戴夫·鍾斯在練習時扭傷，需休養10天。9月9日戴夫·鍾斯代表非主力的精工甲在會長杯七人賽對愉園甲，法定時間20分鐘雙方沒有入球，而角球1-1平手需要加時，戰至加時下半場4分鐘，戴夫·鍾斯與荷斯域爭球，互相揮拳，球證將兩人紅牌驅逐離場，賽後鼻骨爆裂的荷斯域在養和醫院接受手術移正鼻骨，而戴夫·鍾斯亦由隊友華希恩（Jan Verheijen）陪同到醫院致歉，並因此被罰季初停賽3場。1983年1月9日戴夫·鍾斯代表香港聯賽選手隊迎戰法甲勁旅摩納哥，結果以1-0力克對手。1982/83年球季精工的表現不穩，只因寶路華最後一戰0-0賽和海蜂，才以1分之微奪得唯一的錦標——聯賽冠軍兼五連冠。
戴夫·鍾斯僅在精工效力一季，因長期膝傷困擾，更有醫生提出警告如不停止踢足球，他的下半生將在輪椅上渡過，黃創山體諒其情況而准許提前解約，並在他離港前給予一個信封作為送行禮物，其內是他未有履行的一年合約的薪金。戴夫·鍾斯返國後獲他在愛華頓的舊上司哥頓·李爾（Gordon Lee）邀請加盟普雷斯頓，再踢一季後宣佈退役。退役後，戴夫·鍾斯成為修夫港（Southport）的助理領隊，更曾兩次再以球員身份登場比賽。

### 領隊
戴夫·鍾斯於1986/87年球季在修夫港（Southport）展開其領隊事業，追隨拜恩·基夫斯（Bryan Griffiths）作為他的副手，一年後兩人一同離隊轉投莫斯利（Mossley）。戴夫·鍾斯其後再轉到莫克姆任教。
1990年7月戴夫·鍾斯加盟史托港擔任青年軍教頭，其後於1995年3月取代丹尼·貝加拉（Danny Bergara）成為一隊領隊。1996/97年球季戴夫·鍾斯帶領史托港取得乙組〈第三級〉聯賽亞軍，升級到甲組〈第二級〉。同年史托港更晉級可口可樂盃（Coca Cola Cup）準決賽，曾先後淘汰同級的車士打菲特和甲組的錫菲聯，然後是三支英超球隊，包括布力般流浪、韋斯咸 及修咸頓，準決賽碰上英超的米杜士堡，首回合主場0-2落後，次回合作客河畔球場以1-0力克對手，累計僅負1-2出局。
修咸頓
帶領史托港取得升級的成績使戴夫·鍾斯獲得英超球會修咸頓的青睞，於1997年接替因阿里·迪亞事件備受指摘而落台的桑拿士。雖然沒有英超執教經驗，戴夫·鍾斯仍能帶領球隊在1997/98年球季取得第12位的中游成績，比對上一季的第16位為佳。翌季雖然陷於降級危機，但季尾的良好表現使其壓倒升班馬查爾頓，煞科日在主場以2-0擊敗母會愛華頓，最終以尾四的排名力保英超席位。
1999/2000年球季修咸頓成績仍然不振，直到新年前，位處聯賽榜第16位，與降級區域僅差1分。然而這時戴夫·鍾斯卻因他在1980年代末期任職看護員時涉嫌虐待兒童而被撿控。戴夫·鍾斯忙於在默西賽德郡應訊，而其帶領的修咸頓卻位於直線距離200英哩外的南部海岸，修咸頓於2000年1月暫停戴夫·鍾斯的領隊職務直到案件解決，並由前英格蘭領隊格連·荷杜出掌帥印。
2004/05年球季戴夫·鍾斯帶隊重返英超的希望遭到傷患的打擊，在2001年組成的核心球員已經年華老去，更有主力射手（Henri Camara）離隊外借到些路迪一年，揭幕戰作客1-2負於史篤城，季初不濟的表現使戴夫·鍾斯下台壓力不斷增加，聯賽15戰僅獲4勝，在0-1負於大部分時間10人應戰，且於18個月前曾大勝對方6-0的基寧咸後，排於聯賽榜第19位，距離降班區域僅差4分，於2004年11月1日被辭退，而接任的領隊居然又是格連·荷杜。
卡迪夫城
2011年5月30日於連續兩季在附加賽失利後，球會宣佈與戴夫·鍾斯中止合約，結束雙方長達6年的賓主關係。
錫周三
2012年3月2日戴夫·鍾斯加盟英甲球會錫周三，雙方簽訂三年半合約。
2013年12月1日，位於英甲排位榜榜末第二位的錫周三宣佈戴夫·鍾斯已離職領隊職位。

## 虐待兒童
戴夫·鍾斯在球員生涯退役後轉任教練及領隊前，於1986年至1990年曾在默西賽德郡富姆比（Formby）的圣乔治学校（St George's School）擔任看護員（care worker），這所學校專門收容學習及行為有問題的兒童。警方在1999年當戴夫·鍾斯與家人在美國佛羅里達渡假時與他初步接觸，戴夫·鍾斯於6月返國後自願到警署接受調查，被扣留及問話後獲准保釋而未被起訴。其後他接受「關懷行動」（Operation Care）的問話，這個警方組織長期調查對青年人虐待行為的指控，追查日期遠至1960年代，曾令19人鋃鐺入獄。9月27日43歲兩子兩女之父的戴夫·鍾斯被落案起訴9項控罪，指他在任職看護員時侵犯兒童，部分涉及虐待及性侵犯；戴夫·鍾斯否認全部控罪，獲准保釋直到11月2日在利物浦市地方法院（Liverpool City Magistrates Court）上庭。他透過律師發表聲明：「我否認所有控罪。有信心我的清白將會獲得證實，現時我會集中精力處理修咸頓的事務。」，而修咸頓亦發表聲明支持戴夫·鍾斯。11月2日戴夫·鍾斯上庭應訊，被正式起訴10項控罪，案件轉交高等刑事法院（Crown Court）審理，戴夫·鍾斯獲准繼續保釋。
The case reached Liverpool Crown Court in December 2000, by which time Jones had parted company with Southampton Football Club. He stood trial on an eventual 21 charges, which was swiftly reduced to 14 after two other alleged victims pulled out of proceedings on the eve of the trial. After a further alleged victim declined to appear or refused to give evidence, the Judge directed the jury during the fourth day of proceedings to return a formal not guilty verdict on four charges relating to the absent party. After decreeing a retrial would not be "just" on the remaining charges, the Judge recorded not guilty verdicts on the remaining 10 charges.Jones left cleared of all allegations and was told by the Judge: "No wrongdoing whatsoever on your part has been established".
及後案中其中一名「受害者」在另一單「關懷行動」撿控個案，承認對戴夫·鍾斯作出虛構指控，以期獲得金錢賠償。而戴夫·鍾斯更認定這宗事件直接殺害其父親，老人家在事件曝光後不久去世。戴夫·鍾斯承受沉重的壓力，雖然法律上未被定罪仍是清白，但實際上直到您被判定清白前是被認定有罪的。他在其於2009年7月1日出版的自傳《無煙、無火》（No Smoke, No Fire）對這次事件有詳細的描述，書名取至成語「無火不會起煙」（there's no smoke without fire）。

## 榮譽

### 球員
精工
- 香港甲組足球聯賽冠軍：1980/81年、1982/83年；
- 香港足總盃：1981年；

### 領隊
史托港
- Division Two runners-up: 1996–97

狼隊
- Division One Play-off winners: 2003

卡迪夫城
- 英格蘭足總盃 亞軍: 2008

個人
- 英格蘭足球聯賽領隊協會年度最佳領隊：1998年；

## 外部連結
- 足球資料庫：戴夫·鍾斯的領隊統計數據
- Football-Heroes.net：高雲地利 - 戴夫·鍾斯 （页面存档备份，存于）
- 戴夫·鍾斯：狼隊領隊統計